# Boston Marathon 2003
De Boston Marathon 2003 werd gelopen op maandag 21 april 2003. Het was de 107e editie van deze marathon.
Bij de mannen kwam de Keniaan Robert Kipkoech Cheruiyot als eerste over de streep in 2:10.11. De Russische Svetlana Zacharova won bij de vrouwen in 2:25.20.

## Uitslagen

### Mannen
| rang   | naam                      | land | tijd    |
| ------ | ------------------------- | ---- | ------- |
| Goud   | Robert Kipkoech Cheruiyot | KEN  | 2:10.11 |
| Zilver | Benjamin Kimutai          | KEN  | 2:10.34 |
| Brons  | Martin Lel                | KEN  | 2:11.11 |
| 4      | Timothy Cherigat          | KEN  | 2:11.28 |
| 5      | Christopher Cheboiboch    | KEN  | 2:12.45 |
| 6      | Fedor Ryzhov              | RUS  | 2:15.29 |
| 7      | Rodgers Rop               | KEN  | 2:16.14 |
| 8      | David Busienei            | KEN  | 2:16.16 |
| 9      | Elly Rono                 | KEN  | 2:17.00 |
| 10     | Eddy Hellebuyck           | USA  | 2:17.18 |
| 11     | Laban Kipkemboi           | KEN  | 2:17.50 |
| 12     | Silvio Guerra             | ECU  | 2:18.31 |
| 13     | Karl Rasmussen            | NOR  | 2:18.55 |
| 14     | Salvatore Bettiol         | ITA  | 2:22.06 |
| 15     | Diego Colorado            | COL  | 2:23.59 |
| 16     | Wieslaw Perszke           | POL  | 2:29.00 |
| 17     | Gennadiy Temnikov         | RUS  | 2:29.56 |
| 18     | Ken Pliska                | USA  | 2:30.12 |
| 19     | Robert Dickie             | USA  | 2:30.21 |
| 20     | James Lander              | USA  | 2:30.25 |

### Vrouwen
| rang   | naam                      | land | tijd    |
| ------ | ------------------------- | ---- | ------- |
| Goud   | Svetlana Zacharova        | RUS  | 2:25.20 |
| Zilver | Ljoebov Denisova          | RUS  | 2:26.51 |
| Brons  | Joyce Chepchumba          | KEN  | 2:27.20 |
| 4      | Margaret Okayo            | KEN  | 2:27.39 |
| 5      | Marla Runyan              | USA  | 2:30.28 |
| 6      | Albina Ivanova            | RUS  | 2:30.57 |
| 7      | Firaya Sultanova-zhdanova | RUS  | 2:31.30 |
| 8      | Milena Glusac             | USA  | 2:37.32 |
| 9      | Jill Gaitenby             | USA  | 2:38.19 |
| 10     | Esther Kiplagat           | KEN  | 2:38.43 |
| 11     | Gitte Karlshog            | DEN  | 2:40.52 |
| 12     | Emily Levan               | USA  | 2:41.37 |
| 13     | Alysun Deckert            | USA  | 2:47.19 |
| 14     | Maribel Burgos            | PUR  | 2:48.03 |
| 15     | Cori Mooney               | USA  | 2:48.29 |

1897 ·
1898 ·
1899 ·
1900 ·
1901 ·
1902 ·
1903 ·
1904 ·
1905 ·
1906 ·
1907 ·
1908 ·
1909 ·
1910 ·
1911 ·
1912 ·
1913 ·
1914 ·
1915 ·
1916 ·
1917 ·
1918 ·
1919 ·
1920 ·
1921 ·
1922 ·
1923 ·
1924 ·
1925 ·
1926 ·
1927 ·
1928 ·
1929 ·
1930 ·
1931 ·
1932 ·
1933 ·
1934 ·
1935 ·
1936 ·
1937 ·
1938 ·
1939 ·
1940 ·
1941 ·
1942 ·
1943 ·
1944 ·
1945 ·
1946 ·
1947 ·
1948 ·
1949 ·
1950 ·
1951 ·
1952 ·
1953 ·
1954 ·
1955 ·
1956 ·
1957 ·
1958 ·
1959 ·
1960 ·
1961 ·
1962 ·
1963 ·
1964 ·
1965 ·
1966 ·
1967 ·
1968 ·
1969 ·
1970 ·
1971 ·
1972 ·
1973 ·
1974 ·
1975 ·
1976 ·
1977 ·
1978 ·
1979 ·
1980 ·
1981 ·
1982 ·
1983 ·
1984 ·
1985 ·
1986 ·
1987 ·
1988 ·
1989 ·
1990 ·
1991 ·
1992 ·
1993 ·
1994 ·
1995 ·
1996 ·
1997 ·
1998 ·
1999 ·
2000 ·
2001 ·
2002 ·
2003 ·
2004 ·
2005 ·
2006 ·
2007 ·
2008 ·
2009 ·
2010 ·
2011 ·
2012 ·
2013 ·
2014 ·
2015 ·
2016 ·
2017 ·
2018 ·
2019 ·
2020 ·
2021 ·
2022